# Штриклево
Штри́клево (болг. Щръклево) — село в Русенській області Болгарії. Входить до складу общини Іваново.

## Населення
За даними перепису населення 2011 року у селі проживали 2337 осіб.
Національний склад населення села:
| Національність   | Кількість осіб | Відсоток |
| ---------------- | -------------- | -------- |
| болгари          | 1499           | 67,9%    |
| турки            | 569            | 25,8%    |
| цигани           | 120            | 5,4%     |
| інша             | 3              | 0,1%     |
| не визначились   | 16             | 0,7%     |
| Всього відповіли | 2207           |          |

Розподіл населення за віком у 2011 році:
Динаміка населення: